# Geitlerinema
Geitlerinema ist eine Gattung von Cyanobakterien (Blaualgen).

## Merkmale
Die filamentösen Zellen von Geitlerinema bilden Zellketten (Trichome). Diese sind dünner als 5 – 6 μm. Die einzelnen Zellen sind länger als breit oder isodiametrisch und niemals scheiben- oder münzenförmig. Einschnürungen zwischen den Zellen fehlen im Allgemeinen oder sind sehr schwach. Die an der Spitze der Trichome liegenden apikalen Zellen sind abgerundet, konisch oder deutlich spitz und oft gebogen. Polare Gasvesikel sind selten. Einige Arten bilden große Granula aus dem Speicherstoff Cyanophycin.
Die frisch isolierten Kulturen zeigen aktive, gleitende Bewegung durch Drehung der Trichome. Dies kann als Unterscheidungsmerkmal für die sehr ähnlichen Gattung Leptolyngbya dienen.
Die Fortpflanzung geschieht durch Bildung von sogenannten Hormogonien, einzelne Abschnitte des Zellfadens, die sich ablösen und wieder neu wachsen.

## Systematik
Die Gattung Geitlerinema wurde früher zu der Familie Coleofasciculaceae innerhalb der Ordnung Oscillatoriales gestellt, seit 2023 aber in eine eigene Familie Geitlerinemataceae Strunecký & Mareš 2023 und Ordnung Geitlerinematales Strunecký & Mareš 2023.
Die Typusart ist Geitlerinema splendidum. Zuerst wurde die Gattung als Untergattung (Subgenus) von Phormidium geführt. Die Aufstellung als eigene Gattung erfolgte im Jahr 1989. Der Gattungsname ehrt den österreichischen Botaniker Lothar Geitler. Im Jahr 2017 wurden einige Arten aus dieser Gattung in die neu aufgestellte Gattung Anagnostidinema gestellt. Der Name Anagnostidinema wurde zu Ehren des Botanikers Constantinos Anagnostidis, der die Gattung Geitlerinema aufstellt hatte, gewählt.
Es folgt eine Liste der Arten (Stand August 2020):
- Geitlerinema acutissimum (Kufferath 1914) Anagnostidis 1989
- Geitlerinema amphibium (Agardh ex Gomont 1892) Anagnostidis 1989
- Geitlerinema carotinosum (Geitler 1956) Anagnostidis 1989
- Geitlerinema pseudacutissimum (Geitler 1956) Anagnostidis 1989
- Geitlerinema splendidum (Greville ex Gomont 1892) Anagnostidis 1989
- Geitlerinema unigranulatum (Singh 1939) Komárek and Azevedo 2000

## Ökologie
Die Arten von Geitlerinema wurden in ökologisch unterschiedlichen Lebensräumen gefunden. Sie bilden Matten auf unter Wasser stehenden Oberflächen, wie Gesteine, Pflanzen oder Holz. Sie kommen auch im Boden vor. Zu den Fundorten zählen z. B. Süß- und Meereswasser mit hohen Salzgehalt (hypersalin), heiße Quellen mit Temperaturen über 55 °C, oder in feuchter Erde in Gewächshäusern. Weitere Funde stammen auch aus Brackwasser, Mooren und aus anderen Ökosystemen.
Die Art Geitlerinema amphibium wurde in Thermalquellen, Brackwasser, stagnierendem Wasser und Gewächshäusern gefunden. Die Art G. carotinosum stammt aus der Uferregion (Litoralbereich) des Lunzer Obersees in Österreich.
Die Arten Geitlerinema carotinosum und G. pseudacutissimum scheinen eine nur eingeschränkte Verbreitung zu haben. Geitlerinema amphibium und G. splendidum sind hingegen kosmopolitisch verbreitet.